# Ulrich Günther (Schauspieler)
Ulrich Günther (auch gelistet als Ulrich Klaus Günther oder Ulrich K. Günther; * 6. Dezember 1954 in Paderborn) ist ein deutscher Schauspieler.

## Leben
1979 begann er als Theaterschauspieler am Städtetheater in Dinkelsbühl. Bei den Münchner Kammerspielen spielte er 1981 in Leonce und Lena. Danach hatte er erste Engagements im TV und beim Film (Enemy Mine 1985; Gesprengte Ketten – Die Rache der Gefangenen 1988).

## Auszeichnungen
Für den Film Frankfurt Coincidences gewann Ulrich Günther auf dem Münchner Filmfest 2011 mit seiner Hauptrolle den TELE 5 Publikums Award und den Hessischen Hochschulfilmpreis.
Für die Rolle des Ed Arthi, in dem SciFi Film vEmotion wurde ihm 2021 der Preis „Best Supporting Actor“ of medium length film, beim BIMIFF Festival in Rio de Janeiro, verliehen.

## Filmografie (Auswahl)
- 2025 Bloody Popcorn
- 2025 Bloody Bananas
- 2023 La Cuccagna
- 2023 The Buzzer
- 2023 Pandoras Box
- 2022 Strauss im Kopf
- 2022 The Line
- 2021 Ab nach Hause
- 2020 Mister Knockout
- 2020 vEmotion
- 2018 Stumm
- 2014 Die Krone von Arkus
- 2013 Blutsschwestern – Jung, magisch, tödlich
- 2011 Frankfurt Coincidences
- 2008 Unter Verdacht
- 2004 Mörderischer Plan
- 1998 …die man liebt…
- 1995 Alle lieben Willy Wuff
- 1993 Trip nach Tunis
- 1987 und 1993 Derrick (2 Episoden)
- 1992 Marienhof (4 Episoden)
- 1989 SOKO 5113 (5 Episoden)
- 1988 Gesprengte Ketten – Die Rache der Gefangenen
- 1986 Tatort: Der Tausch
- 1986 Die glückliche Familie
- 1985 Enemy Mine – Geliebter Feind
- 1984 Kolp
- 1983 Die Matrosen von Kronstadt
- 1983 Einer wird gewinnen
- 1983 Rote Erde
- 1982 Das Boot
- 1981 Beim Bund